# Pancho Carter
Duane C. Carter „Pancho” Jr. (ur. 11 czerwca 1950 roku w Racine) – amerykański kierowca wyścigowy.

## Kariera
Carter rozpoczął karierę w międzynarodowych wyścigach samochodowych w 1971 roku od startów w AUSAC National Sprint Car Series, gdzie został sklasyfikowany na trzydziestej pozycji w końcowej klasyfikacji kierowców. Trzy lata później został mistrzem tej serii. W późniejszym okresie Amerykanin pojawiał się także w stawce USAC National Silver Crown, USAC National Midget Series, USAC National Championship, CART Indy Car World Series, Indianapolis 500, USAC Gold Crown Championship, IMSA Camel GTO oraz NASCAR Winston Cup.
W CART Indy Car World Series Carter startował w latach 1979-1992, 1994. Pierwsze zwycięstwo odniósł w 1981 roku, kiedy wygrał wyścig na torze Michigan International Speedway. Uzbierane 166 punktów pozwoliło mu wówczas stanąć na najniższym stopniu podium klasyfikacji generalnej. Dwa lata później był dziesiąty, a w kolejnych sezonach plasował się na pozycjach 13-31. W 1982 roku Amerykanin stanął na najniższym stopniu podium słynnego wyścigu Indianapolis 500. Trzy lata później startował z pole position, jednak wyścig ukończył na 33 miejscu.